# A pesar de todo (película)
A pesar de todo es una película cómica original de Netflix del año 2019, dirigida por Gabriela Tagliavini y protagonizada por Blanca Suárez, Macarena García, Amaia Salamanca y Belén Cuesta.

## Argumento
Tras la muerte de su madre Carmen, cuatro hermanas que viven separadas con vidas y personalidades diametralmente opuestas volverán a reencontrarse en Madrid para despedirse de ella. Claudia está casi divorciada y deprimida, Sofía es una rebelde pintora prometida con su novia mientras que Sara es una joven independiente y empresaria que trabaja en Nueva York y la joven bohemia y hermana menor, Lucía descubrirán que su padre no es quien ellas pensaban. En la búsqueda de la verdad sobre su origen, las hermanas tendrán que aguantarse, conocerse y aceptarse.

## Reparto
- Blanca Suárez como Sara.
- Macarena García como Lucía.
- Amaia Salamanca como Sofía.
- Belén Cuesta como Claudia.
- Maxi Iglesias como Alejandro.
- Juan Diego como Pedro Domínguez.
- Joaquín Climent como Luis Guerrero.
- Carlos Bardem como Pablo.
- Emilio Gutiérrez Caba como Padre Díaz.
- Tito Valverde como Víctor.
- Teresa Rabal como la madre de Alejandro.
- Rossy de Palma como Inés.
- Marisa Paredes como Carmen.
- Ariana Martínez como Marta.
- José Bustos como el guardia de seguridad.
- Franciska Ródenas como una mujer mayor.
- María Jesús Ruth como una mujer mayor.
- Alex Hafner como Ejecutivo banal.
- Michael Cardelle como Brad.
- Billy Jeffries como Ron.
- Diego Martínez como Salva.
- Nuria Valiente como la criada de Claudia.